# Síndrome anticolinérgica
Síndrome anticolinérgica, como o próprio nome diz, e a síndrome resultante do antagonismo da acetilcolina nos receptores muscarínicos, como resultado da ação de medicamentos, drogas ou substâncias químicas.

## Causas tóxicas
- Anti-histamínicos: especialmente prometazina, trimeprazina, dimenidrinato.
- Drogas antiparkinsonianas: benzatropina, biperideno, orfenadrina, prociclidina.
- Agentes antiespasmódicos: clidinium, glicopirrolato, propantelina.
- Alcalóides da belladonna: extrato de belladonna, atropina, hioscina, sulfato L-hiosciamina, brometo de escopolamina.
- Antidepressivos cíclicos e cicloplégicos oftalmológicos: ciclopentolato, homatropina, tropicamida.
- Fenotiazínicos.
- Plantas contendo alcalóides.
- Anticolinérgicos: atropa belladonna, brugmansia spp, cestrum spp, datura spp, hyoscyamus niger, solanum spp.
- Derivados tropânicos: alcalóides de plantas solanaceas e drogas relacionadas.

## Apresenta componentes centrais e periféricos
- Centrais: alteração da consciência, desorientação, discurso incoerente, delírio, alucinações, agitação, comportamento violento, sonolência, coma, depressão respiratória central e raramente convulsões.

- Periféricas: hipertermia, midríase, membranas e mucosas secas, pele vermelha, quente e seca, vasodilatação periférica, taquicardia, diminuição da motilidade intestinal (às vezes íleo paralítico) e retenção urinária (pior em pessoas com hiperplasia prostática).

O tratamento é primariamente de suporte. Pode ser usado diazepam como tratamento complementar. Antídoto: Fisostigmina.